# Breve apostólico
Um breve apostólico ou breve pontifício é um tipo de documento circular assinado pelo Papa e referendado com a impressão do Anel do Pescador, que geralmente tem um comprimento menor e uma importância inferior aos demais documentos pontifícios, como a bula, a encíclica ou a carta apostólica. Refere em geral actos administrativos da Santa Sé. Geralmente pelo seu tamanho, não contém nem preâmbulo, nem prefácio e refere-se a um só tema; por exemplo, o Papa Paulo VI anunciou mediante um breve o encerramento do Concílio Vaticano II em 8 de dezembro de 1965.
Os breves surgiram como documentos pontifícios a partir do século XV, durante o pontificado de Eugénio IV e distinguem das bulas, por serem instrumentos destinados a comunicar resoluções com mais rapidez e menos formalismos que as bulas, tendo menores requisitos.
Os minutanti (especialistas membros da Cúria Romana) encarregues da preparação de breves formam um departamento separado sob a presidência de um cardeal equivalente ao antigo ofício de paladino, o Cardeal Secretário dos Breves, tendo como seu substituto o Secretário dos Breves Latinos e Breves aos Príncipes (cujo cargo é de um prelado).
Quando no início do século XX o Secretariado dos Breves foi colocado sob a direcção do Cardeal Secretário de Estado, os escritórios deste departamento foram transferidos para o Palácio do Vaticano e ficaram nas salas desocupadas da antiga galeria de pintura.